# Caldona (satélite)
Caldona (Χαλδηνη griego), o Júpiter XXI, es una luna retrógrada irregular de Júpiter. Fue descubierta por un equipo de astrónomos de la Universidad de Hawái dirigidos por Scott S. Sheppard, en el año 2000, y recibió la designación provisional de S/2000 J 10.

Caldona tiene unos 4 kilómetros de diámetro, y orbita a Júpiter a una distancia media de 22,713 millones de km. en 699,327 días, a una inclinación de 164° con respecto a la eclíptica (162° al ecuador de Júpiter), en una dirección retrógrada y con una excentricidad de 0,3678. 
Fue nombrada en octubre de 2002 como Caldona, la madre de Solymos con Zeus (Júpiter) en la mitología griega. 
Pertenece al grupo de Carmé, compuesto de las lunas irregulares retrógradas de Júpiter con órbitas entre los 23 y 24 millones de km. y en una inclinación de alrededor de 165°.